# Tennessee-Boys
Die Tennessee-Boys waren ein deutsches Gesangsduo, bestehend aus Detlef Cieslik (* 26. Dezember 1943) und Reinhard Michalzik (* 15. April 1944).
Die Tennessee-Boys sangen 1960 bei Werner Müller vom RIAS Tanzorchester Berlin vor und gefielen auf Anhieb. Die beiden 16-Jährigen nahmen noch im selben Jahr eine deutsche Version des aktuellen Hits der Everly Brothers, Cathy’s Clown unter dem Titel Joe Brown, der Clown auf.
Die Tennessee-Boys nahmen noch zwei weitere Schallplatten bei der Teldec auf. Auch hier wurden nach bewährtem Muster Gary Canes The Yen Yet Song, Jimmy Clantons Go Jimmy Go, Carl Dobkins Jr.’s Take Time Out und Rex Allens Dodie Ann eingedeutscht. Der große Erfolg stellte sich jedoch nicht ein; da die beiden sich noch in der Berufsausbildung befanden, war ihr Wirkungskreis auf Berlin beschränkt. Hier sangen sie jedoch zu mancher Gelegenheit u. a. in der Deutschlandhalle, im Sportpalast, in der Waldbühne oder im Titania-Palast.
Besonders verbunden waren Cieslik und Michalzik mit Gus Backus und Gerd Böttcher. Die Tennessee-Boys waren wie Böttcher beim Berliner Manager Peter Capella unter Vertrag.
Nachdem die Tennessee-Boys trotz einer großen Anzahl an Angeboten für Konzerte und Liveauftritte ihre Lehre aufgrund eines Verbotes ihrer Eltern nicht abbrachen, wurden ihre Verträge gekündigt; die Tennessee-Boys wurden „aufgelöst“.
Später starteten die beiden eine zweite Karriere in der Vier-Mann-Band „Spacemen“. Mit dieser Combo spielten Detlef am Schlagzeug und Reinhard an der Gitarre unter anderem sämtliche Hits der Everly Brothers nach.
Mit den „Spacemen“ nahmen sie am „1. Berliner Band-Wettstreit“ in der Hasenheide teil, bei dem Drafi Deutscher entdeckt wurde, der die Band auf den 2. Platz verwies. Beim nächsten Berliner Band-Wettstreit landeten die „Spacemen“ erneut nur auf Platz 2 – hier wurden die Lords Sieger, die daraufhin eine einzigartige Karriere starteten.
Reinhard Michalzik lebt nach dem Studium für Bauwesen seit 1969 in Nürnberg.

## Diskografie
- 1960: Joe Brown, Der Clown / Tennessee Song (Dak Dakadak Wir Reiten)
- 1960: Go, Jimmy, Go / Im Salon Von Blacky Bill-Bill
- 1961: Oh, Dody ! / Nimm Dir Zeit